# أحمد الداود
الشيخ أحمد أفندي بن الشيخ داود أفندي الشيخ جرجيس العاني النقشبندي عالم دين مسلم صوفي وسياسي عراقي ولد في الكرخ في بغداد، في شهر صفر من عام 1288هـ، الموافق لعام 1871، وتوفي في عام 1367هـ الموافق 1948.
تعود أصوله أجداده إلى مدينة عانة وكانوا يمارسون التصوف على الطريقة النقشبندية. والده العلامة الشيخ داود أفندي من المشايخ الفقهية ببغداد.
كانت ابنته صبيحة من المرشحات للزواج من الملك غازي.

## سيرته
درس العلوم الشرعية. وفي عام 1890 منحه الشيخ نجم الدين النقشبندي إجازة، وعين مدرسا في ديالى.
ثم عين قائممقام لقضاء خانقين ثم مدرسا عاما في لواء بغداد في فترة العهد العثماني. كما اشتغل بالقضية العربية.
أثناء الحرب العالمية الأولى، تولى إدارة الأوقاف ورئاسة الأمور الدينية عام 1917. سجن لاحقا ونفي إلى جزيرة هنجام بسبب دعوته للناس للانتماء إلى حزب حرس الاستقلال سنة 1919 ودعوته للثورة ضد الإنجليز.
انتخب عام 1922 عضوا في بمجلس بلدية بغداد.
انتخب عام 1924 عضوا في المجلس التأسيسي، كما انتخب عدة مرات في مجلس النواب، حيث انتخب في الدورة الانتخابية الأولى (1925-1928) وفي الدورة الانتخابية الثانية (1928-1930) وفي الدورة الانتخابية الخامسة (1934-1935).
وعين وزيرا للأوقاف في الوزارة السعدونية الثالثة عام 1928 إلى 1929.
وهو شاعر، نظم وأجاد. تميز برشاقة الأسلوب وبراعة التعبير.

## نشاطه الحزبي
دعوته للناس للانتماء إلى حزب حرس الاستقلال سنة 1919 الذي كان رئيسه السيد محمد الصدر.
في عام 1922 أسس مع محمد جعفر أبو التمن ومحمد مهدي البصير الحزب الوطني العراقي. وفي عام 1924، أسس ورأس حزب الامة، وكان معه في التأسيس جعفر الشبيبي وداود عبد اللطيف السعدي. وفي عام 1934، أسس مع علي جودت الأيوبي ونجيب الراوي حزب الوحدة الوطنية.

## مؤلفاته
من مؤلفاته:
- الآيات البينات
- المواهب الرحمانية والسهام الأحمدية في نحور الوهابية
- رسالة في جواز تنوع الملائكة ومماثلتها لبعض الحيوانات الأرضية